# Malcolm Harbour

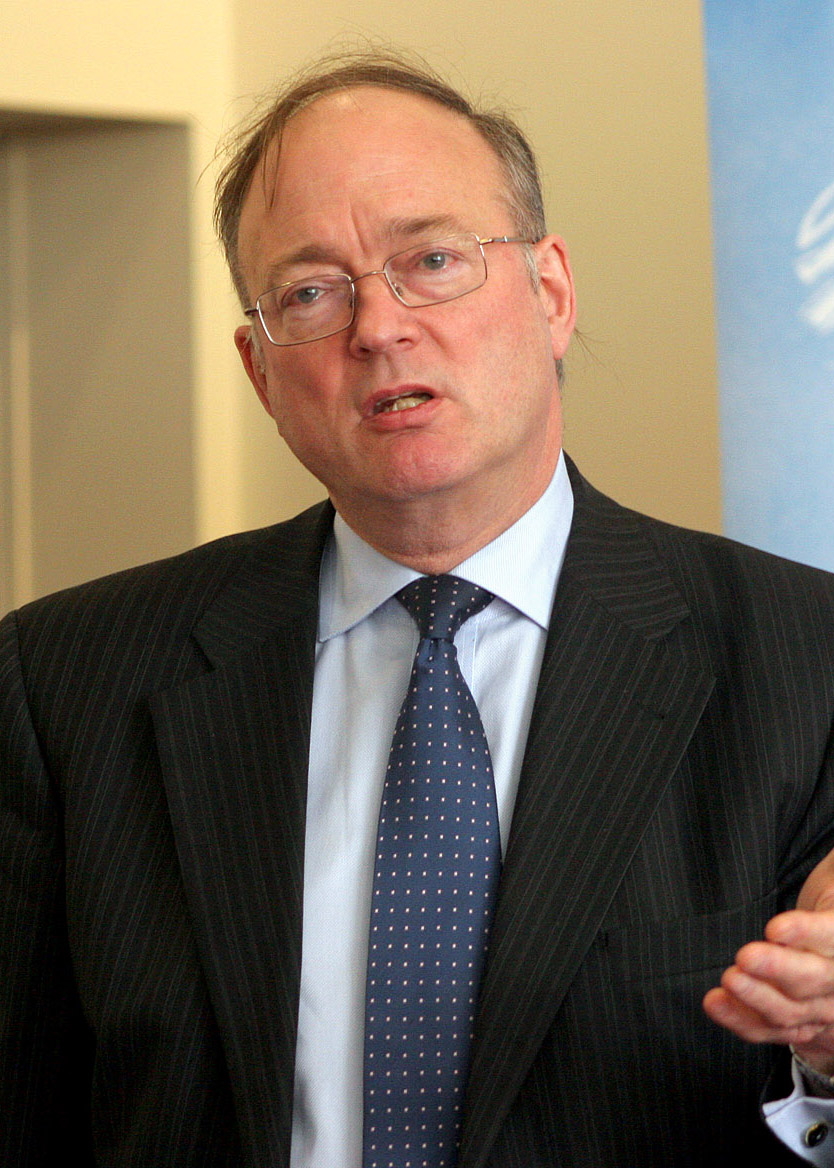
Malcolm Harbour

Malcolm John Charles Harbour (Woking, Surrey, 19 februari 1947) was een Brits lid van het Europees Parlement voor de Conservative Party.

## Levensloop
Harbour studeerde aan de Bedford School en vervolgens aan Trinity College, Cambridge (1964-1967) waar hij promoveerde in engineering, en aan de Aston University (1967-1970) waar hij een diploma in management behaalde. In juli 2008 kende Aston University hem een eredoctoraat toe voor diensten bewezen aan de wetenschap, aan de technologie en aan de Europese Unie.
Gedurende 32 jaar was hij actief in de auto-industrie als ingenieur, commercieel kaderlid, consultant en onderzoeker. Hij begon zijn carrière in 1967 in de BMC-fabriek in Longbridge als leerjongen bij Austin Engineering. Na te hebben gewerkt als design and development engineer, hield hij zich daarna gedurende acht jaar bezig met het plannen en managen van nieuwe productprogramma's in de Rover Triumph Division. In 1980 werd hij Strategic Planning Director voor Austin Rover, in 1982 Marketing Director, in 1984 UK Sales Director en in 1986 Overseas Sales Director. In 1989 werd hij lid van de specialist-consultants Harbour Wade Brown. In 1992 werd hij stichter en bestuurder van de International Car Distribution Programme en in 1998 begon hij met het 3DayCar Programme, dat de herschikking van de autotoeleveringsketen bestudeert.
In 1972 werd hij actief lid van de Conservative Party. In 1989 was hij voor het eerst kandidaat voor de Europese verkiezingen in de kiesomschrijving Birmingham East, zonder verkozen te worden. Hetzelfde bij de verkiezingen van 1994. In 1999 stond hij bovenaan op de lijst voor de kiesomschrijving West Midlands en werd verkozen. Hij werd opnieuw verkozen in 2004 en 2009. Voor de verkiezingen van mei 2014 was hij geen kandidaat meer.
Harbour is in 1969 met Penny getrouwd en ze hebben twee dochters. Ze wonen in Solihull.